# Richard Meier
Richard Alan Meier (ur. 12 października 1934 w Newark w stanie New Jersey) – amerykański architekt współczesny, przedstawiciel białej architektury o cechach postmodernistycznych i neomodernistycznych. Laureat nagrody Pritzkera w 1984.

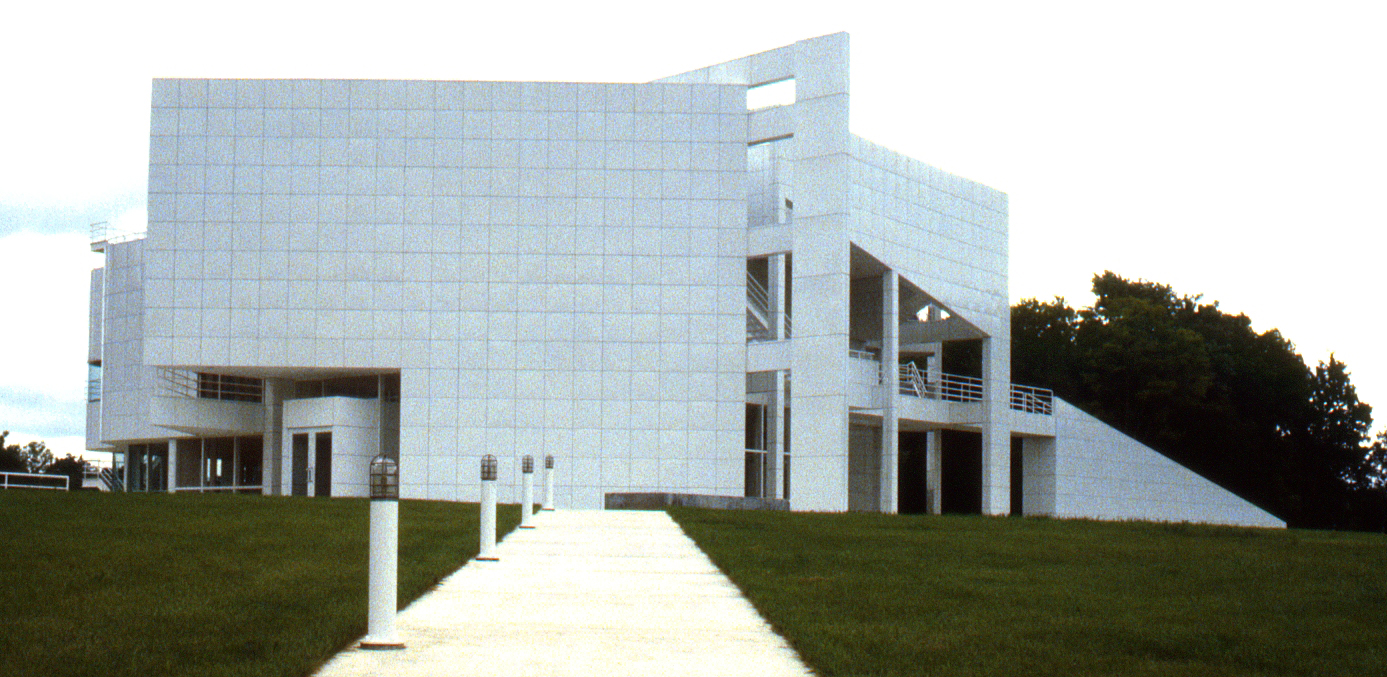
R. Meier: Ateneum w New Harmony

## Młodość
Studiował na Uniwersytecie Cornella. Początkowo zafascynowany Miesem van der Rohe i Le Corbusierem, stopniowo przechodzi do bardziej swobodnej gry formalnej, czerpiącej jednak ze środków formalnych modernizmu. Głównymi motywami architektury Meiera stają się ściana, integrująca poszczególne części budynku, wyłaniające się z niej i przyjmujące plasyczne formy, jak również przenikanie się brył stereometrycznych i zazębianie się wnętrza z zewnętrzem. Znakiem rozpoznawczym Meiera na elewacjach są emaliowane na biało płyty podzielone rastrem cienkich otwartych spoin.

## Kariera
Przez długi czas Meier projektował niemal wyłącznie rezydencje dla prywatnych inwestorów, zlokalizowane w kontekście przyrodniczym. Miejskie realizacje Meiera stają się jeszcze bardziej kontekstualne, jednocześnie zaznaczają swoją obecność silną formą.

## Główne dzieła
- Dom własny, 1965
- Dom Smitha, 1967
- Dom w Old Westbury, 1971
- Ateneum w New Harmony, 1979

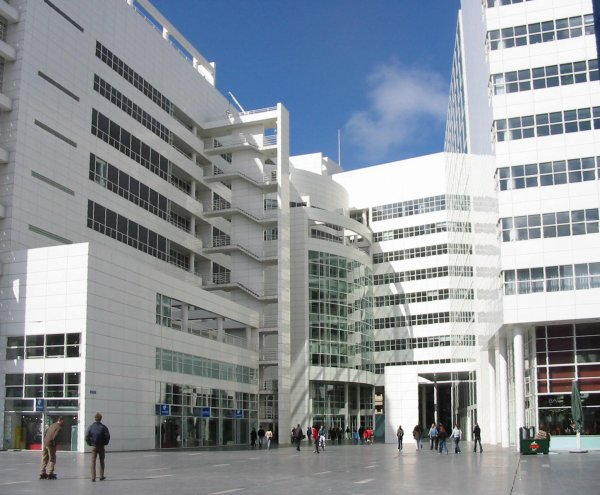
R. Meier: Ratusz i biblioteka w Hadze

- Muzeum Rzemiosła we Frankfurcie nad Menem, 1985
- Nowy Ratusz w Ulm, 1993
- Ratusz z biblioteką w Hadze, 1995
- Muzeum Burdy w Baden-Baden, 2004
- Muzeum Arpa w Rolandswerth (w budowie)